# High School DxD
High School DxD (ハイスクールD×D) là loạt light novel do Ishibumi Ichiei thực hiện với sự minh họa của Miyama-Zero. Tác phẩm đăng trên tạp chí Dragon Magazine của Fujimi Shobo từ ngày 20 tháng 9 năm 2008. Cốt truyện xoay quanh Hyoudou Issei, một nam sinh trung học năm hai bị giết ngay trong ngày đầu hẹn hò bởi một thiên thần sa ngã, nhưng sau đó được hồi sinh bởi Rias Gremory vì thế anh đồng ý tham gia vào nhóm của cô. Issei là vật chủ của Ddraig (rồng đỏ và biệt danh là Welsh Dragon), một trong những sinh vật mà cả ba thế giới đều sợ. Anh có thể sử dụng sức mạnh của rồng để chiến đấu bảo vệ cho Gremory cũng như những người mà anh yêu mến. Thời gian sau, Gremory và các thành viên nữ khác trong nhóm bắt đầu nảy sinh tình cảm với Issei.
Loạt tiểu thuyết đã được chuyển thể thành các loại hình truyền thông khác như manga và anime. Hãng TNK đã thực hiện chuyển thể anime và phát sóng tại Nhật Bản từ ngày 06 tháng 1 đến ngày 23 tháng 3 năm 2012, bộ anime thứ hai có tựa High School DxD New phát sóng từ tháng 7 đến tháng 9 năm 2013.

## Truyền thông

### Light Novel
Ishibumi Ichiei đã thực hiện loạt light novel với sự minh họa của Miyama-Zero. Tác phẩm đã đăng trên tạp chí Dragon Magazine của Fujimi Shobo từ ngày 20 tháng 9 năm 2008. Các chương sau đó được tập hợp lại và phát hành thành các bunkobon, tính đến ngày 25 tháng 11 năm 2014 thì có đã có 19 tập được phát hành trong đó có hai tập có phiên bản đặc biệt là 13 và 15. Hiện tại cốt truyện đã có bốn phần.
Một tập tiểu thuyết ngoại truyện có tên Rias in Wonderland (リアス・イン・ワンダーランド) đã phát hành vào ngày 20 tháng 3 năm 2013 trong dịp Kỷ niệm 25 năm của Fantasia Bunko.
Các mẫu ngoại truyện ngắn đã đăng trên tạp chí Dragon Magazine đã được tổng hợp lại thành bộ có tựa DX. Tập đầu tiên đã phát hành vào ngày 10 tháng 3 năm 2015.

### Manga
Mishima Hiroji đã thực hiện một loạt manga chuyển thể của tiểu thuyết và bắt đầu đăng trên tạp chí Dragon Magazine vào tháng 7 năm 2010 sau đó chuyển sang tạp chí Monthly Dragon Age từ tháng 3 năm 2011, cả hai tạp chí đều của Fujimi Shobo. Các chương sau đó đã được tập hợp lại và phát hành thành các tankōbon, tính đến tháng 1 năm 2013 thì đã có 4 tập được phát hành.
Một tập manga ngoại truyện có tựa High School DxD - Asia & Koneko Himitsu no Keiyaku!? (ハイスクールDxD アーシア＆小猫 ヒミツのけいやく!?) do Hiroichi thực hiện và đăng trên tạp chí Monthly Dragon Age từ tháng 10 năm 2011 đến tháng 4 năm 2012. Fujimi Shobo sau đó đã tập hợp các chương lại và phát hành thành 1 tankōbon vào ngày 09 tháng 3 năm 2012.

### Internet radio
Một chương trình internet radio có tên Highschool DxD - KuŌ Gakuen Ura-Okaruto Kenkyū-bu (ハイスクールD×D 駒王学園 裏オカルト研究部) đã được HiBiKi Radio Station phát sóng từ ngày 12 tháng 12 năm 2011 đến ngày 02 tháng 4 năm 2012. Chương trình được thực hiện với sự tham gia của các nhân vật chính trong bộ anime để trả lời thư của những người hâm mộ.
HiBiKi Radio Station cũng đang phát sóng một chương trình khác có tên High School RADIOxRADIO ~ Ryakushite Ready Ready!~ (「ハイスクールRADIO×RADIO 〜略してレディレディ!〜) từ ngày 19 tháng 6 năm 2013.

### Anime
Hãng TNK đã thực hiện chuyển thể anime và phát sóng tại Nhật Bản từ ngày 06 tháng 1 đến ngày 23 tháng 3 năm 2012 trên kênh AT-X, sau khi tập đầu được phát sóng thì vài ngày sau các kênh TV Kanagawa, Chiba TV, Sun TV, TV Aichi và Tokyo MX cũng bắt đầu phát sóng bộ anime này. Funimation đã đăng ký bản quyền phiên bản tiếng Anh của bộ anime để phát hành tại thị trường Bắc Mỹ còn Madman Entertainment thì đăng ký phân phối tại Úc và New Zealand, Kazé Germany thì đăng ký tại Đức.
Hai tập OVA đã được thực hiện và phát hành để đình kèm với các hai tập phiên bản đặc biệt của loạt tiểu thuyết là tập 13 và 15 phát hành vào ngày 06 tháng 9 năm 2012 và ngày 31 tháng 5 năm 2013.
Bộ anime thứ hai có tựa High School DxD New (ハイスクールD×D NEW) cũng đã được thực hiện và đã bắt đầu phát sóng từ ngày 07 tháng 7 đến ngày 22 tháng 9 năm 2013 với tập trên các kênh AT-X, Chiba TV, Tokyo MX, Sun Television, TV Aichi và BS11. Các tập trong phiên bản BD/DVD của bộ anime đều có thêm một số cảnh mà khi chiếu trên truyền hình không có kéo độ dài các tập ra khoảng vài phút. Một tập OVA có tựa High School DxD New Oppai, Tsutsumimasu! (ハイスクールD×D NEW OVA おっぱい、包みます！) được tính vào bộ này đã phát hành như đĩa đính kèm phiên bản giới hạn của tập light novel tổng hợp các mẫu ngoại truyện ngắn DX.1 vào ngày 10 tháng 3 năm 2015. Funimation đã đăng ký bản quyền phiên bản tiếng Anh của bộ anime để phát hành tại thị trường Bắc Mỹ, Kazé Germany thì đăng ký tại Đức.
Bộ anime thứ ba có tựa High School DxD BorN (ハイスクールD×D BorN) cũng được thực hiện và bắt đầu phát sóng từ tháng 4 đến tháng 9 năm 2015.
Bộ anime thứ 4 có tựa
Highschool DxD Hero do hãng phim Passione sản xuất và Sueda Yoshifumi đạo diễn được phát sóng từ tháng 4 đến tháng 7 năm 2018.

### Drama CD
Các bộ drama CD đã được thực hiện và phát hành như đĩa đính kèm với các hộp phiên bản BD đặc biệt của hai bộ anime.

### Trò chơi điện tử
Kadokawa Games đã phát triển và phát hành một chuyển thể trò chơi điện tử thể loại visual novel của tác phẩm cho hệ Nintendo 3DS, trò chơi trước đó dự tính phát hành vào ngày 28 tháng 11 năm 2013 nhưng đã dời việc phát hành đến ngày 19 tháng 12 năm 2013 để điều chỉnh nâng cao chất lượng.

### Âm nhạc
Bộ anime đầu có hai bài hát chủ đề một mở đầu và một kết thúc. Bài hát mở đầu có tựa Trip -innocent of D- do Larval Stage Planning trình bày, đĩa đơn chứa bài hát đã phát hành vào ngày 25 tháng 1 năm 2012. Bài hát kết thúc có tựa STUDYxSTUDY do StylipS trình bày, đĩa đơn chứa bài hát đã phát hành vào ngày 08 tháng 2 năm 2012 với hai phiên bản giới hạn và bình thường, phiên giới hạn có đính kèm đĩa chứa các đoạn phim trình bày nhạc phẩm. Album chứa các bản nhạc dùng trong bộ anime đã phát hành vào ngày 21 tháng 3 năm 2012. Album chứa các bài hát do các nhân vật nữ chính trình bày đã phát hành vào ngày 27 tháng 6 năm 2012.
| Trip -innocent of D- | Trip -innocent of D-               | Trip -innocent of D- |
| STT                  | Nhan đề                            | Thời lượng           |
| -------------------- | ---------------------------------- | -------------------- |
| 1.                   | "Trip -innocent of D-"             | 4:16                 |
| 2.                   | "Chapter.5"                        | 4:35                 |
| 3.                   | "Trip -innocent of D- (off vocal)" | 4:16                 |
| 4.                   | "Chapter.5 (off vocal)"            | 4:33                 |
| Tổng thời lượng:     | Tổng thời lượng:                   | 17:42                |

| STUDY×STUDY      | STUDY×STUDY                                                                                              | STUDY×STUDY |
| STT              | Nhan đề                                                                                                  | Thời lượng  |
| ---------------- | --- | ----------- |
| 1.               | "STUDY×STUDY"                                                                                            | 3:54        |
| 2.               | "Brand-new Style!! ~Mahou Mitai na Show time~ (Brand-new Style!! ~魔法みたいなShow time~)"               | 3:58        |
| 3.               | "Seishun Plan! (セーシュンプラン!)"                                                                      | 3:59        |
| 4.               | "STUDY×STUDY (inst)"                                                                                     | 3:54        |
| 5.               | "Brand-new Style!! ~Mahou Mitai na Show time~ (inst) (Brand-new Style!! ~魔法みたいなShow time~ (inst))" | 3:58        |
| 6.               | "Seishun Plan! (inst) (セーシュンプラン! (inst))"                                                        | 4:03        |
| Tổng thời lượng: | Tổng thời lượng:                                                                                         | 23:46       |

| HIGH SCHOOL D×D ORIGINAL SOUNDTRACK (ハイスクールD×D オリジナルサウンドトラック) | HIGH SCHOOL D×D ORIGINAL SOUNDTRACK (ハイスクールD×D オリジナルサウンドトラック) | HIGH SCHOOL D×D ORIGINAL SOUNDTRACK (ハイスクールD×D オリジナルサウンドトラック) |
| STT                                                                              | Nhan đề                                                                          | Thời lượng                                                                       |
| -------------------------------------------------------------------------------- | -------------------------------------------------------------------------------- | -------------------------------------------------------------------------------- |
| 1.                                                                               | "D no Taidou (Dの胎動)"                                                          | 2:13                                                                             |
| 2.                                                                               | "Ichinichi, Hajimarimasu (一日、始まります)"                                     | 1:35                                                                             |
| 3.                                                                               | "Nonbiri, Nichijou desu (のんびり、日常です)"                                    | 1:59                                                                             |
| 4.                                                                               | "Honwaka to, Tennen desu (ほんわかと、天然です)"                                 | 1:36                                                                             |
| 5.                                                                               | "Kore kara, Tanoshimi desu (これから、楽しみです)"                               | 1:42                                                                             |
| 6.                                                                               | "Ashita mo, Ganbarimasu (明日も、がんばります)"                                  | 2:05                                                                             |
| 7.                                                                               | "Tennis, Tanoshimimasu (テニス、楽しみます)"                                     | 1:41                                                                             |
| 8.                                                                               | "Omoi, Yosemasu (想い、寄せます)"                                                | 1:42                                                                             |
| 9.                                                                               | "Ayashige na, Funiki desu (怪しげな、雰囲気です)"                                | 1:42                                                                             |
| 10.                                                                              | "Sawayaka na, Yasaotoko desu (さわやかな、優男です)"                             | 1:49                                                                             |
| 11.                                                                              | "Kakenukeru, Oppai desu (駆け抜ける、おっぱいです)"                              | 1:38                                                                             |
| 12.                                                                              | "Iyarashiku, Warudakumi desu (いやらしく、悪巧みです)"                           | 1:34                                                                             |
| 13.                                                                              | "Tsumari wa, Oppai desu (つまりは、おっぱいです)"                                | 1:40                                                                             |
| 14.                                                                              | "Hiya Ase, Jittori desu (冷や汗、じっとりです)"                                  | 1:37                                                                             |
| 15.                                                                              | "Ichiou, Ore no Ka・no・jo (一応、俺のカ・ノ・ジョ)"                             | 1:36                                                                             |
| 16.                                                                              | "Shinsou no, Ojousama desu (深窓の、お嬢様です)"                                 | 1:56                                                                             |
| 17.                                                                              | "Eyecatch A (アイキャッチA)"                                                     | 0:09                                                                             |
| 18.                                                                              | "Eyecatch B (アイキャッチB)"                                                     | 0:09                                                                             |
| 19.                                                                              | "Watashi no tame ni, Ikinasai (私のために、生きなさい)"                          | 1:53                                                                             |
| 20.                                                                              | "Utsukushiku, Akai... (美しく、紅い…)"                                           | 2:15                                                                             |
| 21.                                                                              | "Zutto Osoba ni Imasu kara (ずっとおそばにいますから)"                           | 2:26                                                                             |
| 22.                                                                              | "...sou Shinjiterundesu (…そう信じてるんです)"                                   | 1:38                                                                             |
| 23.                                                                              | "Chikkoi desu kedo... (ちっこいですけど…)"                                       | 1:49                                                                             |
| 24.                                                                              | "Ara Ara, Uhuhu (あらあら、うふふ)"                                              | 1:43                                                                             |
| 25.                                                                              | "Naa, Shinyuu? (なあ、親友?)"                                                    | 2:15                                                                             |
| 26.                                                                              | "Tsugi wa Game de Aou! (次はゲームで会おう!)"                                    | 2:21                                                                             |
| 27.                                                                              | "Akuma no Kekkonshiki!? (悪魔の結婚式!?)"                                        | 1:47                                                                             |
| 28.                                                                              | "Seibu no Kettou!? (西部の決闘!?)"                                               | 1:50                                                                             |
| 29.                                                                              | "Ending Arrange (エンディングアレンジ)"                                          | 2:28                                                                             |
| 30.                                                                              | "Opening Arrange (オープニングアレンジ)"                                         | 2:11                                                                             |
| 31.                                                                              | "Fugainasa wo Kamishimeru (不甲斐なさを噛み締める)"                              | 2:02                                                                             |
| 32.                                                                              | "Fuan wo Dakikakaeru (不安を抱きかかえる)"                                       | 2:11                                                                             |
| 33.                                                                              | "Sabishisa wo Nijimaseru (寂しさを滲ませる)"                                     | 2:21                                                                             |
| 34.                                                                              | "Omoide to tomo ni aru (想い出と共にある)"                                       | 1:52                                                                             |
| 35.                                                                              | "Ai ga Mebaeru (愛が芽生える)"                                                   | 2:09                                                                             |
| 36.                                                                              | "Ketsui wo Mune ni Kakageru (決意を胸に掲げる)"                                  | 1:36                                                                             |
| 37.                                                                              | "Yorokobi wo Takaraka ni Utau (歓びを高らかに歌う)"                              | 1:59                                                                             |
| 38.                                                                              | "Eyecatch C (アイキャッチC)"                                                     | 0:10                                                                             |
| 39.                                                                              | "Eyecatch D (アイキャッチD)"                                                     | 0:08                                                                             |
| 40.                                                                              | "Yokan (予感)"                                                                   | 1:36                                                                             |
| 41.                                                                              | "Shinpi (神秘)"                                                                  | 1:51                                                                             |
| 42.                                                                              | "Kagayaki (輝き)"                                                                | 1:35                                                                             |
| 43.                                                                              | "Kyouki (狂気)"                                                                  | 1:47                                                                             |
| 44.                                                                              | "Anyaku (暗躍)"                                                                  | 1:38                                                                             |
| 45.                                                                              | "Datenshi (堕天使)"                                                              | 1:37                                                                             |
| 46.                                                                              | "Sakusen (作戦)"                                                                 | 1:43                                                                             |
| 47.                                                                              | "Kaisen (開戦)"                                                                  | 1:49                                                                             |
| 48.                                                                              | "Kakusei (覚醒)"                                                                 | 2:33                                                                             |
| 49.                                                                              | "Kiki (危機)"                                                                    | 2:20                                                                             |
| 50.                                                                              | "Kyouteki (強敵)"                                                                | 1:58                                                                             |
| 51.                                                                              | "Tekishuu (敵襲)"                                                                | 2:17                                                                             |
| 52.                                                                              | "Kettou (決闘)"                                                                  | 2:14                                                                             |
| 53.                                                                              | "Ishi (意思)"                                                                    | 2:13                                                                             |
| 54.                                                                              | "Kessen (決戦)"                                                                  | 2:16                                                                             |
| 55.                                                                              | "Trip -innocent of D- (TVサイズ)"                                                | 1:32                                                                             |
| 56.                                                                              | "STUDY×STUDY (TVサイズ)"                                                         | 1:33                                                                             |
| Tổng thời lượng:                                                                 | Tổng thời lượng:                                                                 | 1:39:59                                                                          |

| HIGH SCHOOL D×D Character Song Mini Album G × S! (Girls × Songs!) (ハイスクールD×D キャラソンミニアルバム G×S!(ガールズ×ソングス!)) | HIGH SCHOOL D×D Character Song Mini Album G × S! (Girls × Songs!) (ハイスクールD×D キャラソンミニアルバム G×S!(ガールズ×ソングス!)) | HIGH SCHOOL D×D Character Song Mini Album G × S! (Girls × Songs!) (ハイスクールD×D キャラソンミニアルバム G×S!(ガールズ×ソングス!)) |
| STT | Nhan đề | Thời lượng |
| --- | --- | --- |
| 1. | "Crimson no Binetsu (クリムゾンの微熱)"                                                                                             | 4:25 |
| 2. | "Kurokami BEGIN-TALE (黒髪BEGIN-TALE)"                                                                                              | 3:57 |
| 3. | "Kagiri Naku Junsui ni Chikai Daten ~Fall Down~ (限りなく純粋に近い堕天～Fall Down～)"                                              | 3:58 |
| 4. | "Jounetsu☆Unbalance (情熱☆アンバランス)"                                                                                            | 3:50 |
| 5. | "STUDY×STUDY (G×S version) (STUDY×STUDY (G×Sバージョン))"                                                                           | 3:58 |
| Tổng thời lượng: | Tổng thời lượng: | 20:11 |

Bộ anime thứ hai có bốn bài hát chủ đề, hai mở đầu và hai kết thúc. Bài hát mở đầu thứ nhất có tựa Sympathy do Larval Stage Planning trình bày, đĩa đơn chứ bài hát đã phát hành vào ngày 17 tháng 7 năm 2013. Bài hát mở đầu thứ hai có tựa Gekijouron (激情論) do ZAQ trình bày, đĩa đơn chứa bài hát đã phát hành vào ngày 21 tháng 8 năm 2013 với hai phiên bản giới hạn và bình thường, phiên bản giới hạn có đính kèm đĩa chứa các đoạn phim trình bày nhạc phẩm. Bài hát kết thúc thứ nhất có tên Houteishiki wa Kotaenai (方程式は答えない) và bài hát kết thúc thứ hai có tên Lovely ♥ Devil (らぶりぃ♥でびる) cả hai đều do nhóm Occult Kenkyuubu Girls trình bày, album chứa hai bài hát cùng các bản nhạc do các nhân vật trình bày đã phát hành vào ngày 28 tháng 8 năm 2013. Album chứa các bản nhạc dùng trong bộ anime đã phát hành vào ngày 09 tháng 10 năm 2013.
| Sympathy         | Sympathy                                                                 | Sympathy   |
| STT              | Nhan đề                                                                  | Thời lượng |
| ---------------- | ------------------------------------------------------------------------ | ---------- |
| 1.               | "Sympathy"                                                               | 4:52       |
| 2.               | "Dramatic・Make It (ドラマチック・メイクイット)"                         | 4:25       |
| 3.               | "Sympathy (Off Vocal)"                                                   | 4:52       |
| 4.               | "Dramatic・Make It (Off Vocal) (ドラマチック・メイクイット (Off Vocal))" | 4:23       |
| Tổng thời lượng: | Tổng thời lượng:                                                         | 18:32      |

| Gekijouron (激情論) | Gekijouron (激情論)                           | Gekijouron (激情論) |
| STT                 | Nhan đề                                       | Thời lượng          |
| ------------------- | --------------------------------------------- | ------------------- |
| 1.                  | "Gekijouron (激情論)"                         | 4:17                |
| 2.                  | "独夜論 -hitoyagoto-"                         | 4:49                |
| 3.                  | "Shout to the top"                            | 3:33                |
| 4.                  | "Gekijouron (Off Vocal) (激情論 (Off Vocal))" | 4:15                |
| Tổng thời lượng:    | Tổng thời lượng:                              | 16:55               |

| High School D×D NEW Ending Character Song Album (ハイスクールD×D NEW エンディングキャラソンアルバム！) | High School D×D NEW Ending Character Song Album (ハイスクールD×D NEW エンディングキャラソンアルバム！) | High School D×D NEW Ending Character Song Album (ハイスクールD×D NEW エンディングキャラソンアルバム！) |
| STT | Nhan đề                                                                                                | Thời lượng                                                                                             |
| --- | --- | --- |
| 1. | "Houteishiki wa Kotaenai (方程式は答えない)"                                                           | 4:08                                                                                                   |
| 2. | "Lovely♡Devil (らぶりぃ♡でびる)"                                                                       | 3:54                                                                                                   |
| 3. | "((W))hole NEW ((W))orld!!"                                                                            | 3:20                                                                                                   |
| 4. | "Days・Cute Heart・Flip (デイズ・キュート ハート・フリップ)"                                           | 4:03                                                                                                   |
| 5. | "Inori wa Tsurugi, Kawaranu wa Chikai (祈りは剣、変わらぬは誓い)"                                      | 4:04                                                                                                   |
| 6. | "Ugokidashita Jikan no Naka de (動き出した時間の中で)"                                                 | 4:20                                                                                                   |
| Tổng thời lượng:                                                                                       | Tổng thời lượng:                                                                                       | 23:49                                                                                                  |

| High School D×D NEW Original Soundtrack (ハイスクールD×D NEW オリジナルサウンドトラック) | High School D×D NEW Original Soundtrack (ハイスクールD×D NEW オリジナルサウンドトラック) | High School D×D NEW Original Soundtrack (ハイスクールD×D NEW オリジナルサウンドトラック) |
| STT                                                                                      | Nhan đề                                                                                  | Thời lượng                                                                               |
| ---------------------------------------------------------------------------------------- | ---------------------------------------------------------------------------------------- | ---------------------------------------------------------------------------------------- |
| 1.                                                                                       | "Utsukushiku, Kedakai... (美しく、気高い…)"                                              | 2:36                                                                                     |
| 2.                                                                                       | "Shiawase, Kamishimemasu (幸せ、噛み締めます)"                                           | 1:43                                                                                     |
| 3.                                                                                       | "Tanoshimi, Kanjimasu (楽しみ、感じます)"                                                | 1:55                                                                                     |
| 4.                                                                                       | "Tsumari, Ochokuttemasu? (つまり、おちょくってます?)"                                    | 1:42                                                                                     |
| 5.                                                                                       | "Ojousama mo, Tayori ni Shiteimasu (お嬢様も、頼りにしています)"                         | 1:53                                                                                     |
| 6.                                                                                       | "Maa. Ara Ara, Ufufu (まぁ。あらあら、うふふ)"                                           | 2:04                                                                                     |
| 7.                                                                                       | "E, A, Ano, Issei-san... (え、あ、あの、イッセーさん…)"                                  | 1:51                                                                                     |
| 8.                                                                                       | "Kimi, Akuma Nandaro? (君、悪魔なんだろ?)"                                               | 1:51                                                                                     |
| 9.                                                                                       | "Ore wa Azazel da (俺はアザゼルだ)"                                                      | 1:51                                                                                     |
| 10.                                                                                      | "Subete wa Kore kara desu (全てはこれからです)"                                          | 2:02                                                                                     |
| 11.                                                                                      | "Saikyou no Sonzai (最強の存在)"                                                         | 1:48                                                                                     |
| 12.                                                                                      | "Seiken (聖剣)"                                                                          | 1:50                                                                                     |
| 13.                                                                                      | "Seppaku (切迫)"                                                                         | 1:44                                                                                     |
| 14.                                                                                      | "Omowaku (思惑)"                                                                         | 1:51                                                                                     |
| 15.                                                                                      | "Ketsui (決意)"                                                                          | 1:57                                                                                     |
| 16.                                                                                      | "Bokutachi no Omoi (僕たちの思い)"                                                       | 2:11                                                                                     |
| 17.                                                                                      | "Boku ga Aite ni Narou (僕が相手になろう)"                                               | 2:22                                                                                     |
| 18.                                                                                      | "Zangeki (斬撃)"                                                                         | 2:09                                                                                     |
| 19.                                                                                      | "Kyuukyoku (究極)"                                                                       | 1:53                                                                                     |
| 20.                                                                                      | "Yuushi (勇姿)"                                                                          | 2:04                                                                                     |
| 21.                                                                                      | "D no Ishi (Dの意志)"                                                                    | 2:22                                                                                     |
| 22.                                                                                      | "Shokuzai no Seika (贖罪の聖歌)"                                                         | 2:32                                                                                     |
| 23.                                                                                      | "Sympathy (TV Size)"                                                                     | 1:32                                                                                     |
| 24.                                                                                      | "Gekijouron (TV Size) (激情論 (TV Size))"                                                | 1:31                                                                                     |
| 25.                                                                                      | "Houteishiki wa Kotaenai (TV Size) (方程式は答えない (TV Size))"                         | 1:32                                                                                     |
| 26.                                                                                      | "Lovely♡Devil (TV Size) (らぶりぃ♡でびる (TV Size))"                                     | 1:33                                                                                     |
| Tổng thời lượng:                                                                         | Tổng thời lượng:                                                                         | 50:30                                                                                    |

## Đón nhận
Highschool DxD đứng thứ sáu trong bảng xếp hạng các loạt light novel bán chạy nhất năm 2012 của Oricon với 654.224 bản được tiêu thụ.